# Pirit
A pirit a szulfidásványok közé tartozó ásványfaj. Kémiailag vas(II)-szulfid, köbös rendszerben kristályosodik. Leggyakoribb kristályalakja a kocka, valamint az ötszögtizenkettes (dodekaéder), amikor 12 darab szabályos ötszög határolja a kristálytestet. A lapok felülete erősen rostozott, gyakori a tömeges változata is. A pirit elterjedt neve a „bolondok aranya” is, mivel külsőleg hasonlít az aranyra.
Neve a görög pyr (πυρ = tűz) szóból származik. Magyarországon a 2016-os év év ásványának jelölték a gránát és a barit mellett, viszont a szavazás során a gránát került ki győztesen.

## Kémiai összetétele
- Képlete: FeS2
- Elméleti vastartalma: 46,6%.
- Elméleti kéntartalma: 53,4%.

## Keletkezése
Szinte minden magmás, üledékes és metamorf ásványtársulásban megtalálható. Gyenge vasércnek minősül, kéntartalma a vas minőségét kedvezőtlenül befolyásolja. Egyaránt bányászták vas- és kéntartalma miatt is. Mállásakor kénsav keletkezik. Fontos kénsavgyártási alapanyag.
Hasonló ásványok: markazit, kalkopirit, mindkettőnél keményebb.

## Előfordulása
Gyakran előforduló ásványfajta. Telepszerű előfordulásai találhatók Spanyolországban a Rio Tinto vidékén, az Egyesült Államokban Colorado és Arizona szövetségi államok területén. Egyéb tömeges előfordulások vannak Svédországban, Norvégiában, Olaszországban Livorno környékén, Görögországban, Romániában Erdélyben Óradna (Radna Veche), Németországban a Harz hegységben, Oroszországban az Ural vidékén, Ukrajnában Krivij Rih közelében és a Donyeck vidékén. Gyakran széntelepek környezetében található meg, szénben és kísérőkőzeteiben hintett apró kristályok formájában.
Recsken, Gyöngyösorosziban, Rudabányán, Perkupán gyakori, de minden magmatikus tevékenységgel kapcsolatba került területen és kőzetféleségnél megtalálható. Hazánkban üledékes kőzetek környezetében, így a bauxit- és szénelőfordulásoknál gyakori. Egyes széntelepeknél a pirithez kötődő kéntartalom 3%, a pilisi barnakőszénben esetenként meghaladta a 4%-ot. Szénbányáknál a pirittartalom esetenként, meddőhányóikon majdnem mindig öngyulladásos tüzet okoz. Nagyobb előfordulás található homokhoz kötődően Keszthely térségében markazit gumókkal (Nemesvita, Rezi, Cserszegtomaj, Zalaszántó, Alsópáhok), de iparilag ez is értéktelennek minősült.

## Felhasználása
Régen detektoros rádiókban „detektorkristály”-ként használták.

## Képek

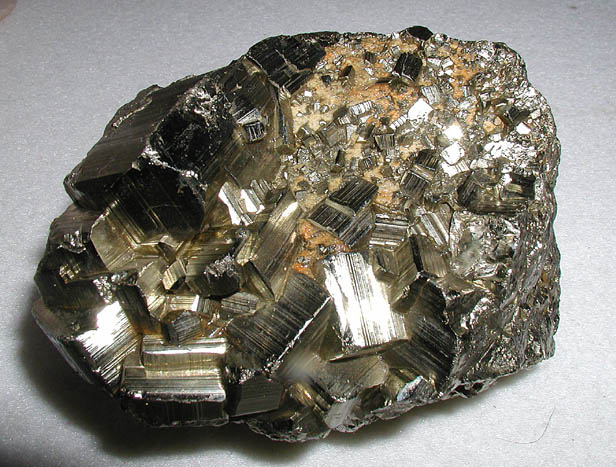
Pirit kristálycsoport
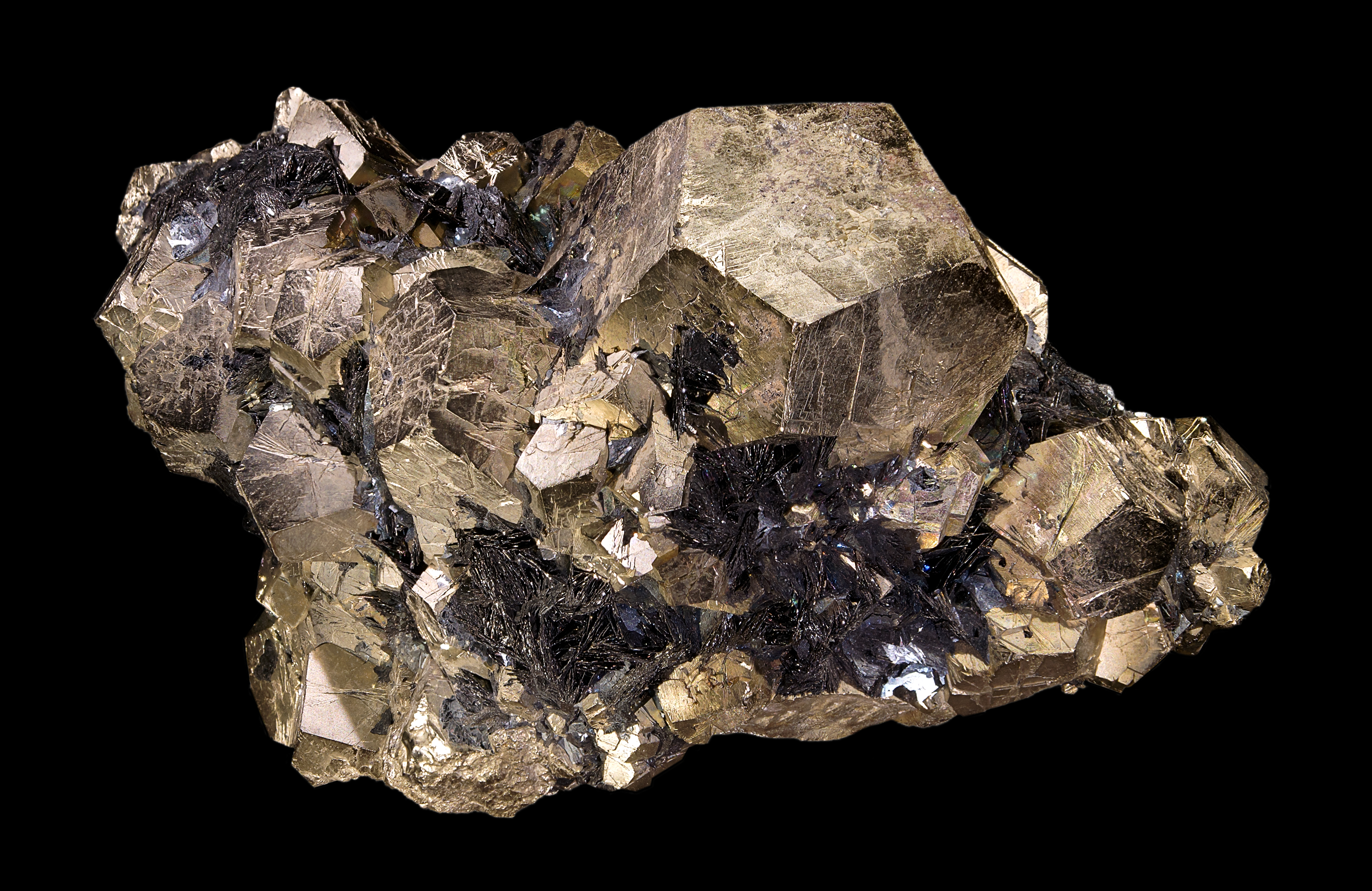
Kifejlett ötszögtizenkettes piritkristályok
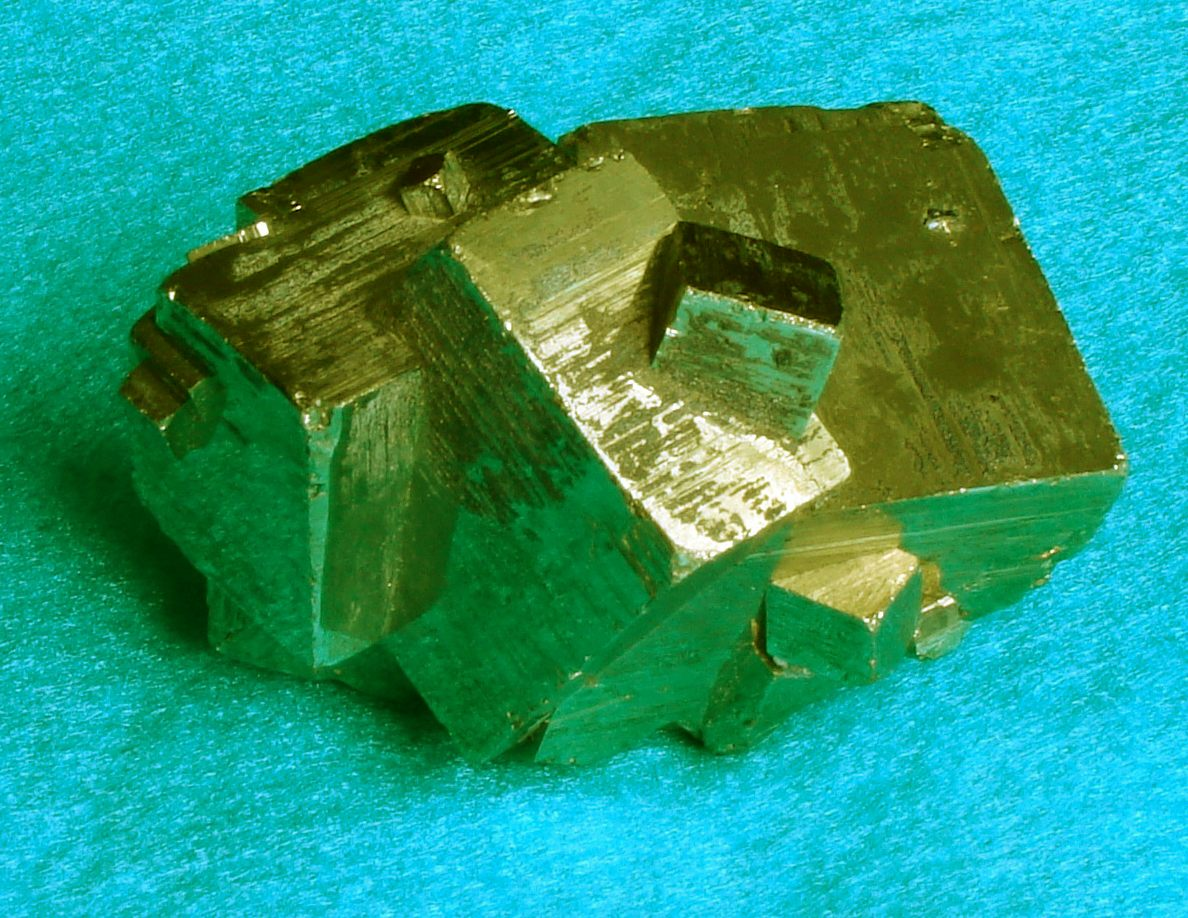
Összenőtt pirit kristályok
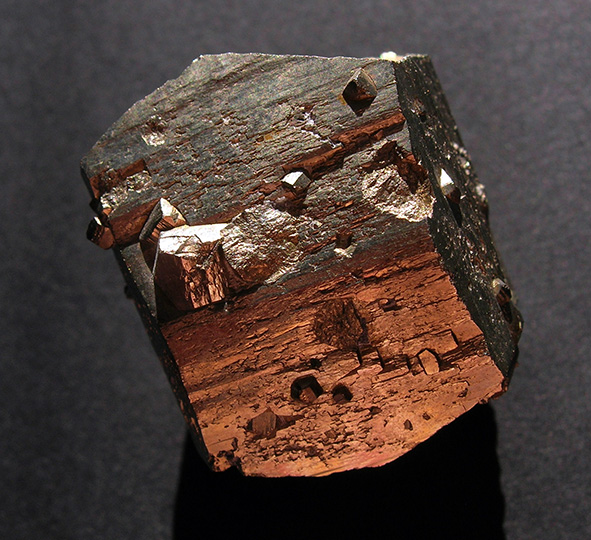
Rostos felületű pirit
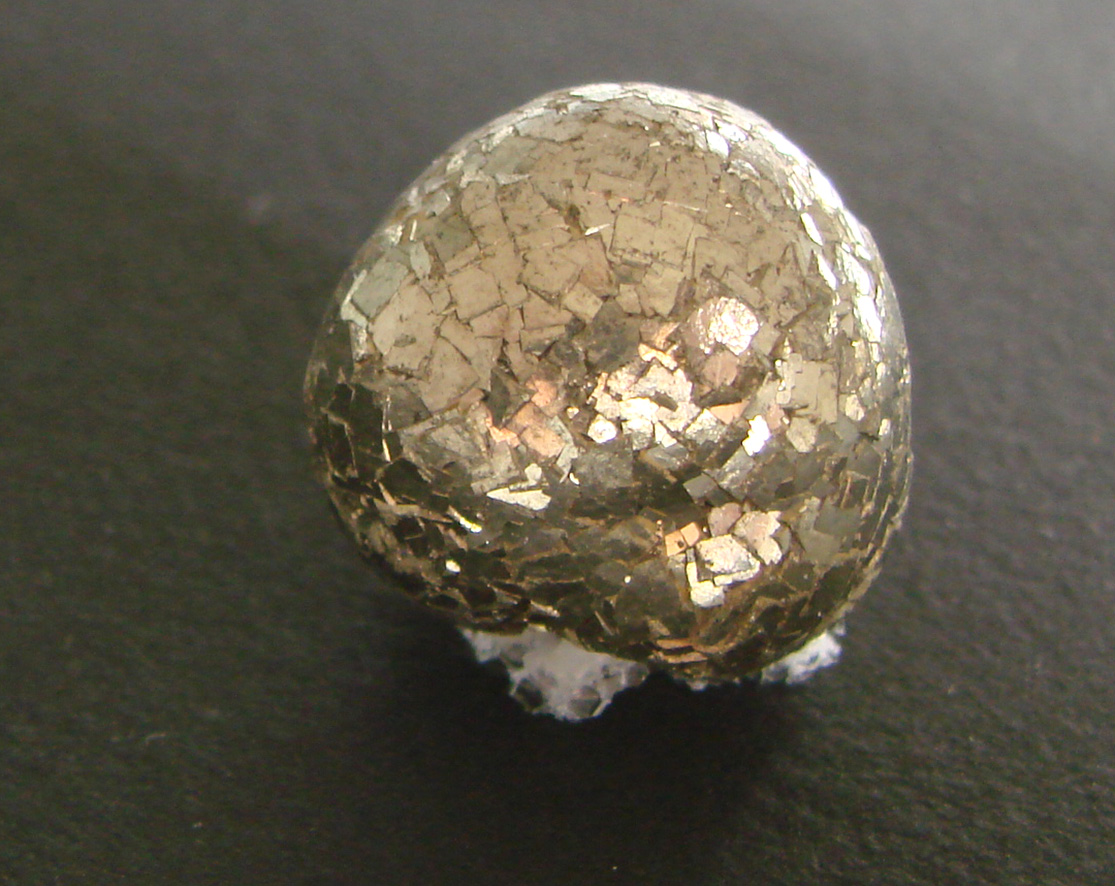
Pirit gömbösödés
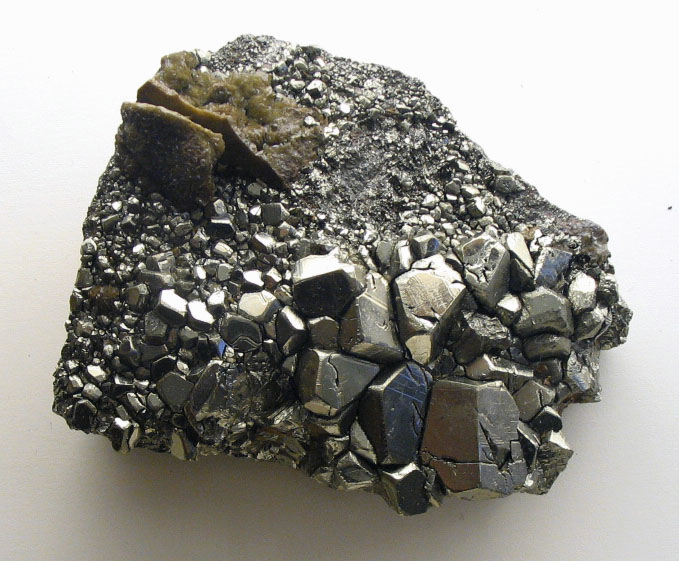
Tömeges pirit
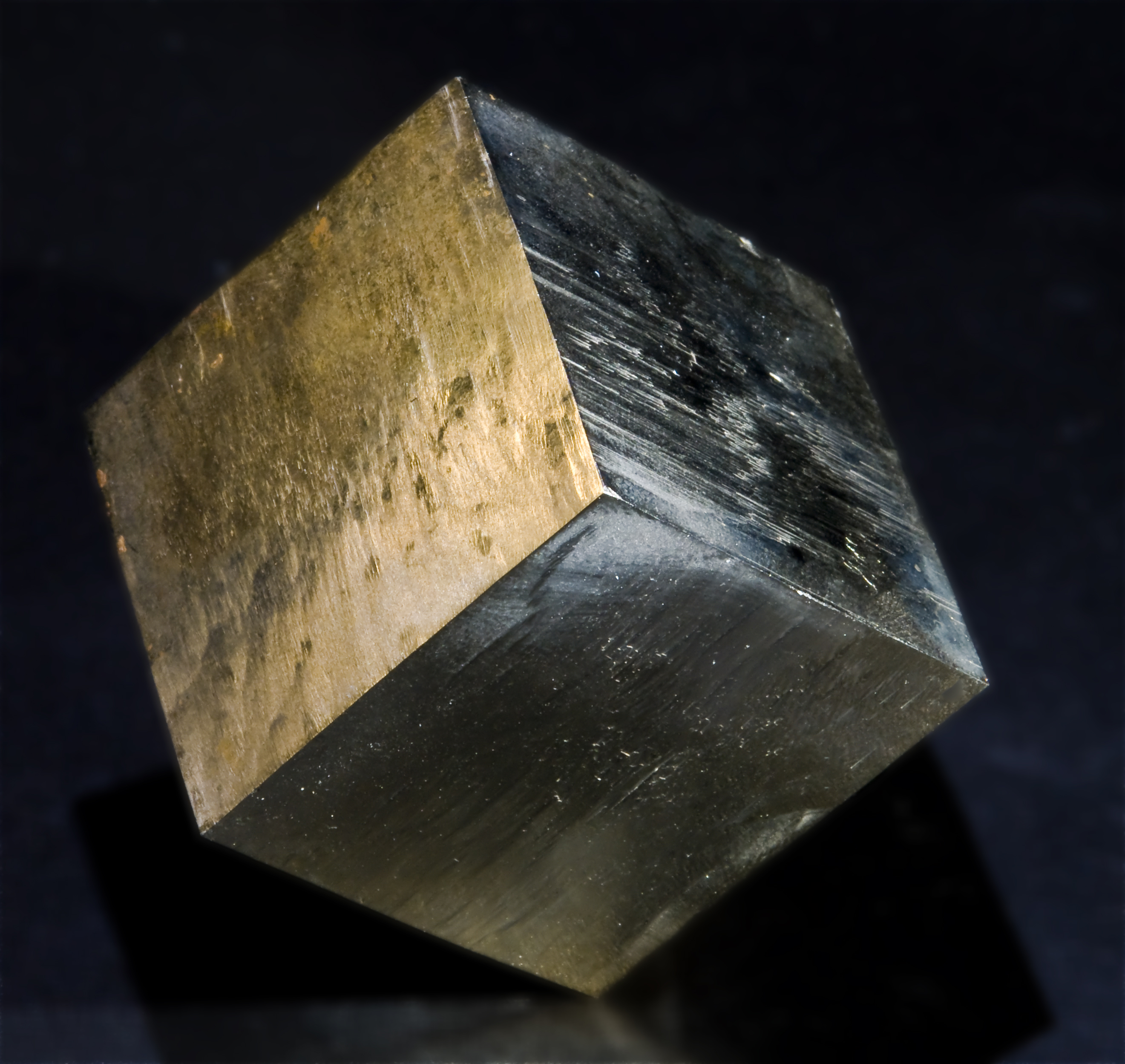
Pirit kocka
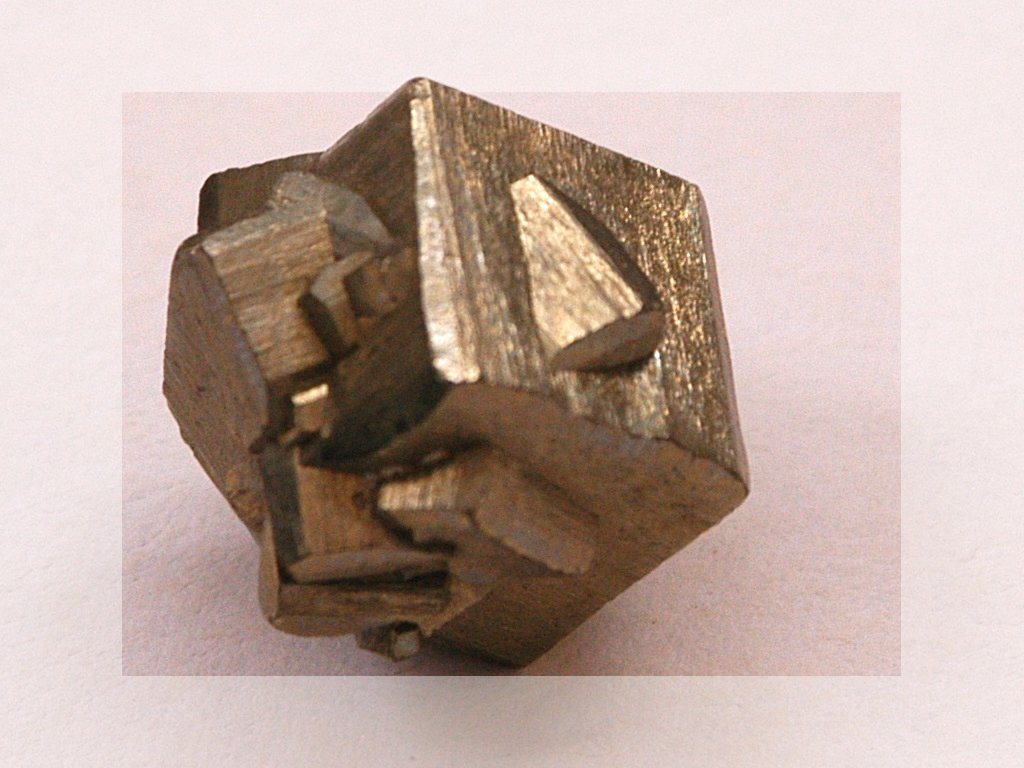
Áthatolóan ikresedett pirit